# Pacidesmus shelleyi
Pacidesmus shelleyi är en mångfotingart som beskrevs av Sergei I. Golovatch 1991. Pacidesmus shelleyi ingår i släktet Pacidesmus och familjen plattdubbelfotingar. Inga underarter finns listade i Catalogue of Life.